# 耶夫蘭省
耶夫蘭省（阿拉伯语：‎）是利比亞一個已撤銷的省，位於該國西北部內陸地區，2007年其大部分區域被划入西山省，而西南部則划入納盧特省。面積9,310平方公里。2003年人口117,647人。首府耶夫蘭。